# 增城区文物保护单位

## 增城市文物保护单位

### 第四批
2009年9月5日公布

#### 古墓葬
| 序号 | 名称         | 图片 | 年代 | 地 点                          | 说 明 |
| ---- | ------------ | ---- | ---- | ------------------------------ | --- |
| 1    | 赖氏家族墓群 |      | 宋   | 腊圃村庐峒山增派公路旁         | 墓主赖天齐、腊圃村赖氏始祖、北宋进士， 官授浮水县令，南宋时到此创业。 其他墓主为赖氏三、四、五、七世祖，同是宋代举人，有政声。 三座墓形制与结构相同，统一为交椅墓、设有牌坊式重檐碑龛。 |
| 2    | 湛氏家族墓群 |      | 明   | 新塘镇塘美村东圃社汽车工业园内 | 墓有四座，均为灰砂三合土版筑交椅墓。 其中一座为三部尚书湛若水母亲（诰赠二品夫人）陈太夫人墓。 其他为湛氏安人合葬墓。 墓道上仍保存有文武官石像、石马和石羊，具一定规模。                 |
| 3    | 何济墓       |      | 明   | 增江街光辉村芍麻岭             | 何济、荔城接龙铺人，明景泰年间任福建漳州府知府，政声籍甚， 墓志由当朝大儒湛若水撰写。 墓为鸭屎石构筑，栏板石雕精工。                                                                    |
| 4    | 何信邦墓     |      | 清   | 小楼镇小楼村大楼自然村后山     | 何信邦（1772----1854）正果镇龙潭埔人， 乾隆年间官授儒林郎、东陵府太社令、尚书典史等职。 1861年从龙潭埔移葬于此， 墓为花岗岩青砖混合结构，墓内碑文较多，保存完好。                       |

#### 古建筑
| 序号 | 名称           | 图片 | 年代     | 地 点                          | 说 明 |
| ---- | -------------- | ---- | -------- | ------------------------------ | --- |
| 5    | 报德祠古建筑群 |      | 明       | 小楼镇腊圃村大田段             | 古建群始建年代为宋至明， 由报德祠、仓沮圣庙、景星楼三座建筑组成。 1998年按“修旧如旧”原则进行了重修，现仍保存明代建筑风格。 |
| 6    | 上邵祠堂建筑群 |      | 清       | 新塘镇上邵村街前               | 从左至右建有邵氏大宗祠、号斌邵公祠、子忠邵公祠、敏学邵公祠。 全为清代建筑风格。 各祠内的石雕、砖雕、木雕、壁画等工艺精湛，具有艺术价值。                                                                                               |
| 7    | 昌华公祠建筑群 |      | 清       | 派潭镇旧高埔村禾岭头自然村街前 | 始建于清道光甲辰年（1844）， 整体由祠堂、书房、厨房、厕所和水景花园组成。 其建筑布局巧究，对研究清代建筑风格和当时的民间风俗是很好的实物依据。                                                                                         |
| 8    | 朱家傍民宅     |      | 清       | 朱村街朱村连元里街前一巷       | 建于清乾隆年间， 由三座建筑形制、结构、规模完全相同的古民宅组成，并列而建， 三座之间有青云巷分隔，内里可纵横贯通，是典型清代三间两廊广府民居建筑。                                                                                     |
| 9    | 三忠庙         |      | 清       | 小楼镇小楼圩                   | 含八仙殿。始建年代不详， 庙为三间三进，左右与八仙殿及何仙姑家庙相连、现三者已互通使用。 庙内供奉文天祥、陆秀夫、张世杰三位抗元忠臣塑像； 八仙殿供奉着八位仙人塑像。                                                                    |
| 10   | 石溪古庙       |      | 清       | 新塘镇石吓村石吓街80号         | 始建年代不详，清代曾多次维修，三间三进清代建筑风格。 庙内供奉太乙真人、华光、医灵塑像。 墙上镶嵌着“重修复昌桥碑记”和该庙维修碑记共4方。                                                                                                |
| 11   | 黎氏宗祠       |      | 明       | 荔城街夏街村夏街路36号         | 始建于明，清初重建， 是一座保留有明代建筑风格的三间三进建筑。 木架构上雕有龙首、鳌鱼、花草等饰物，其工艺精美。 |
| 12   | 双孖祠堂       |      | 明至清   | 荔城街夏街村夏街路46号         | 由父祠与子祠并列而建，又称“父子祠”。 两祠始建于明代中叶，清代有维修，两祠内设青云巷贯通，建筑形制、规模略同， 不同之处：父祠用红砂岩青砖构筑，子祠用花岗岩青砖构筑， 均为三间三进，颇具规模。                                          |
| 13   | 陈氏宗祠       |      | 明至清   | 荔城街城丰村曹村自然村         | 始建于明，清乾隆五年（1741）重建，1875年和1923年有重修， 三间三进正门红砂岩额匾为明代著名理学家陈白沙手迹， 祠门口仍保留古井和陈维岳进士旗杆石，祠的灰塑、木雕、彩绘精美。                                                             |
| 14   | 奕世科甲祠     |      | 清       | 荔城街三联村隔水龙自然村       | 是专为奉祀高中进士、举人并进入仕途的先人灵位而建的祠堂。 祠为五间三进内仍悬挂着四块清代“授封”牌匾； 祠前并列立有12对花岗岩旗杆夹， 首尾一对底部加建石台，顶部还有石雕狮子，如此旗杆夹群，较为少见。                                    |
| 15   | 尹氏祠堂       |      | 清       | 增江街白湖村                   | 始建于光绪丁亥年（1887）， 三间三进，正门额匾为翰林院编修朱琛手书。 祠内木雕、墨绘，工艺精致。 廊内仍保存一口完好的兽形纽古铁钟。 |
| 16   | 殿傅林公祠     |      | 清       | 石滩镇碧江村北区               | 始建于清光绪丙申年（1896） 三间两进，梁架，檐板，尽施人物、鳌鱼、梅兰菊竹及鸟兽的精致木雕； 挑头和虾公梁上有人物和狮子石雕； 墀头有红砂岩雕刻，各种工艺精湛。                                                                          |
| 17   | 湖山单公祠     |      | 清       | 石滩镇元洲村山角街             | 含书房。建于清道光丙午年（1856）， 祠为三间两进，祠前围成小院落，与对面带有花园的书房连成一体。 祠的石雕、木雕、砖雕和门框造型工艺精湛，保存完好。                                                                                     |
| 18   | 卜氏宗祠       |      | 清       | 石滩镇土江村卜屋社街前         | 建于清道光二十四年（1844）， 祠为三间三进，四合院式布局，镬耳封火山墙，正脊上左右侧置陶塑螯鱼、垂脊前端置坐狮。 祠内石刻、灰塑、木雕、壁画极为精美，保存完好。                                                                         |
| 19   | 卢氏祠堂       |      | 明       | 新塘镇大敦村西道街18号         | 明嘉靖乙未年（1535）重建， 正门额匾为明代大儒湛若水手书， 祠为五间三进， 人字封火山墙，龙头凤尾脊，施精致的灰塑，垂脊末端饰博古纹。 该祠结构奇特，造工巧究，保留明清建筑工艺特色。                                                     |
| 20   | 徐氏宗祠       |      | 明至清   | 新塘镇西洲村西定大街39号       | 始建年代不详，至今仍保存有明代建筑风格。 祠为三间三进，布局巧妙，造工精致，雕饰精美。 宗祠左连显谷公祠，右邻南浦公祠，三祠连成一片。                                                                                                   |
| 21   | 陈氏祠堂       |      | 明至清   | 新塘镇新街村祠堂街             | 始建于明嘉靖年间，清光绪二十六年（1900）重修。 正门额匾为明代大儒湛若水手书， 整座建筑遍施石雕、木雕、砖雕、灰塑等饰物， 其构图设计新颖，雕工精湛，保存完整，具有较高的历史、艺术和研究价值。                                          |
| 22   | 吴氏大宗祠     |      | 明       | 新塘镇雅瑶村塘一北街           | 始建于明，历代有维修， 为三间三进，该祠规模大，布局严谨，造工巧究， 灰塑、木雕精致，古扑秀雅。 仍保留明代建筑风格。 |
| 23   | 秋江吴公祠     |      | 明至民国 | 新塘镇雅瑶村云里街             | 始建于明代中叶，历代有维修， 三间两进，整座建筑为不等边的多边型，别具一格，祠前围成院落， 墙上遍施大幅浮雕彩色灰塑壁画； 祠后建有小花园； 祠左外侧紧挨“小南园”（胡庭兰晚年曾经讲学的场所。）                                           |
| 24   | 钟氏祠堂       |      | 明       | 新塘镇陂头村                   | 始建于明嘉靖年间，历代有维修， 四间三进， 后堂悬挂“孝悌雍睦”木牌匾，是三部尚书湛若水题赠。 |
| 25   | 陈氏宗祠       |      | 明       | 新塘镇上境村仙桥路18号         | 始建于明成化庚子年（1480）， 是祀奉宋代尚书廊朝奉大夫陈文德的祠堂。 光绪二十九年（1903）至2005年曾五次维修， 宗祠为五间三进，规模大、用料上乘、工艺精湛，是增城四大祠堂之一。                                                          |
| 26   | 陈氏宗祠       |      | 清       | 新塘镇仙村一路71号             | 始建于清咸丰庚申年（1860）， 五间三进， 是祀奉陈文德之子阳江县尉陈汝霖的祠堂， 梁架上的驼峰斗栱和全部檐板都施精致的通花木雕， 祠内镶嵌建祠祠式碑记，是增城仅有。                                                                       |
| 27   | 何氏宗祠       |      | 明       | 新塘镇西南村南方路13号         | 始建年代不详， 但该祠大量使用明朝建筑常用的鸭屎石和红砂岩为主要用料，灰砂三合土铺地， 现仍保留较多的明代建筑工艺特色。 祠为五间三进，保存完整。                                                                                        |
| 28   | 国相陈公祠     |      | 清       | 中新镇山美村                   | 始建于宋代，原为始祖祠堂，已毁。 清乾隆四十六年（1781）在原址重建， 三间三进。祠左建厨房，祠后建书房，祠前三面加建围墙， 祠内遍施大幅彩绘，木雕精美，还镶嵌一块陈氏入粤繁衍世系图式碑记。                                              |
| 29   | 朱氏宗祠       |      | 明       | 朱村街朱村                     | 始建于明洪武二十三年（1390）， 清雍正四年（1726）至2002年进行了五次维修， 祠为五间三进，祠前围成小院落，祠内墙楣遍施彩绘， 梁架木雕细腻，整体造形别致，是增城四大祠堂之一。                                                            |
| 30   | 赖氏祠堂       |      | 元       | 小楼镇腊圃村                   | 始建于元大德二年（1298）， 历代有维修。五间三进， 鸭屎石柱础和红砂岩门枕石，浮雕精美， 驼峰饰镂雕牡丹纹，斗栱雕莲瓣，通花托脚。 二进于1970年遭风雨毁坏后重修，已改变了原貌。 该祠仍保留元代建筑风格。                                  |
| 31   | 双桂堂         |      | 清       | 正果镇到蔚村雅岗自然村         | 始建于清光绪年间， 由门楼，庭园、祠堂、书室、花园、天井，两廊组成， 有园林式建筑风格。 堂内装饰琳琅满目、玲珑剔透，实为民间工艺瑰宝。 古时曾一度做过雅岗书院。                                                                         |
| 32   | 绥宁书院       |      | 清       | 新塘镇仙村一路1号              | 始建于清咸丰癸丑年（1853）， 原为五间三进，现存头门和中堂， 在中堂前廊右侧设花岗岩拱形门通外。 建筑布局严谨，用料上乘，石雕、木雕图案精致细腻。                                                                                        |
| 33   | 徐氏书院       |      | 清       | 新塘镇西洲村                   | 始建于清光绪辛丑年（1901），是九位乐善好施的村民集资兴建。 雕饰精美，院前旷地三面筑2.25米高照墙，成为院落式。 民国初改名“树德小学”和“树德书院”，至1951年才停止办学。                                                                   |
| 34   | 慎之家塾       |      | 清       | 中新镇联安村郑新自然村         | 始建于光绪丁酉年（1897），是马来西亚华侨富商郑景贵捐资创办， 原五间三进，现只保留头进，（二、三进改建教学楼） 门前旷地围成院落，建有门楼，总宽为62米， 整座外墙砖石都是精磨而成，檐柱有通雕，别具一格。 门楼外还建有“别有洞天”小花园。 |
| 35   | 郑景贵故居     |      | 清       | 中新镇联安村郑新自然村         | 郑景贵（1821----1898）， 1841年离别增城到南洋，后来成为华侨领袖。 长期捐资国内，热心办学， 1885年夫妻俩人被朝廷赏赐二品荣誉官衔。 故居为三间二进院落式建筑，民国及1949年后均有维修。                                                   |
| 36   | 十二角炮楼     |      | 明       | 中新镇五联村高车自然村         | 始建于明，历代有维修， 楼高四层，硬山顶，镬耳封火山墙，五叠牙砖出檐。 在炮楼的四角处再凸建一长方形建筑，使炮楼变为12个角。 形制独特，保存完整。                                                                                        |
| 37   | 文笔塔         |      | 明       | 石滩镇麻车村周姑岭之颠         | 始建于明嘉靖年间，是佐文风出人才的风水塔。 塔为光身实心塔， 整座塔型酷似毛笔状，在广州地区实为少见。 |
| 38   | 茹芳家塾       |      | 清       | 派潭镇叶迳贝村新村区           | 始建于同治丁卯年（1868）， 为五间三进建筑。 整座木架构都施有精湛的木雕， 外墙楣遍施灰塑图案，内墙楣施精致壁画。 家塾内布局合理、用料上乘、工艺精美。                                                                                   |
| 39   | 福善桥         |      | 元       | 荔城街下罗岗增滩公路旁         | 始建于元朝，县尹陈绶来出资兴建， 清乾隆十三年（1748）用红砂岩石重建，当地称为“红桥”。 桥为单层条石券顶，桥长8.5米、宽3.5米，保存完好。                                                                                                 |
| 40   | 西湾桥         |      | 清       | 石滩镇岳埔村西侧               | 始建于明，原为九孔木构桥。 清道光七年（1827）柝木桥改建五孔石梁桥。 桥长38米、宽2.3米， 在桥中孔两侧刻有“西湾桥”阴文行书。 桥保存完好，现仍在使用。                                                                                    |

### 第五批
2023年1月11日公布。

#### 古建筑
| 序号 | 名称                 | 图片 | 年代   | 地址                                 | 备注                                        |
| ---- | -------------------- | ---- | ------ | ------------------------------------ | ------------------------------------------- |
| 1    | 庚堂阮公祠           |      | 明、清 | 增城区仙村镇巷头村巷头自然村         | 2010年3月公布为第一批增城市登记保护文物单位 |
| 2    | 龙归古庙             |      | 清     | 增城区派潭镇旧高埔村牛骨岭合作社侧边 | 2010年3月公布为第一批增城市登记保护文物单位 |
| 3    | 白江左坊炮楼         |      | 清     | 增城区石滩镇白江村左坊社             | 2010年3月公布为第一批增城市登记保护文物单位 |
| 4    | 文昌阁               |      | 清     | 增城区石滩镇岗贝村南华社             | 2010年3月公布为第一批增城市登记保护文物单位 |
| 5    | 阮海天故居           |      | 清     | 增城区仙村镇竹园村东升街二巷6号      | 2010年3月公布为第一批增城市登记保护文物单位 |
| 6    | 竹林中共增城县委旧址 |      | 清     | 增城区正果镇正果洋村竹林自然村右侧   | 2010年3月公布为第一批增城市登记保护文物单位 |
| 7    | 罗岗村徐氏宗祠       |      | 清     | 增城区荔湖街道荔湖小学旁             | 2010年3月公布为第一批增城市登记保护文物单位 |
| 8    | 东洞朱屋建筑群       |      | 清     | 增城区派潭镇东洞村朱屋自然村         | 2010年3月公布为第一批增城市登记保护文物单位 |

#### 近现代重要史迹及代表性建筑
| 序号 | 名称                                     | 图片 | 年代                       | 地址                                     | 备注                                        |
| ---- | ---------------------------------------- | ---- | -------------------------- | ---------------------------------------- | ------------------------------------------- |
| 9    | 棠荫楼                                   |      | 中华民国（1927-1929）      | 增城区新塘镇瓜岭村旧村区四、五巷之间村后 | 2010年3月公布为第一批增城市登记保护文物单位 |
| 10   | 豸山碉堡                                 |      | 中华民国（1927-1929）      | 增城区荔城街沿江居委南面豸山顶           | 2005年9月公布为广州市登记保护文物单位       |
| 11   | 广东民众抗日自卫团增城县第三区常备队旧址 |      | 中华民国二十七年（1938年） | 增城区仙村镇竹园村东升社                 | 2010年3月公布为第一批增城市登记保护文物单位 |
| 12   | 新塘革命烈士纪念碑                       |      | 中华人民共和国（1980年）   | 增城区新塘镇甘涌村沙园街48号             | 2010年3月公布为第一批增城市登记保护文物单位 |